# Ixerba
Ixerba brexioides — единственный вид растений из рода Ixerba семейства Страсбургериевые (Strasburgeriaceae). Эндемик Новой Зеландии. Маорийское название растения — tāwari («тавари»).

## Классификация
До 2009 года род Ixerba выделялся в составе монотипного семейства Иксербовые (Ixerbaceae), которое было единственным новозеландским эндемичных семейством сосудистых растений. В 2009 году APG (группа филогении покрытосеменных) включило это семейство в состав новокаледонского семейства Страсбургериевые (Strasburgeriaceae).

## Распространение
Произрастает на территории острова Северный от округа Уаитомо и Те-Уревера на севере до горных хребтов, расположенных к югу от Каитаиа. Встречается в лесах с преобладанием дерева каури, а также в горных лесах. Предпочитает тенистые, постоянно увлажнённые места, расположенные недалеко от ручьёв.

## Биологическое описание
Ixerba brexioides — небольшое вечнозелёное дерево высотой до 15 м с раскидистой кроной. Диаметр ствола — 0,2—0,4 м. Кора тёмно-коричневая или серо-коричневая.
Ветки, листья и соцветия покрыты в молодом возрасте пушком. Расположение листов супротивное или мутовчатое. Черешок листа плотный, мясистый, длиной 20 мм. Листья в верхней части от жёлто-зелёного до тёмно-зелёного цвета, снизу более бледные, мясистые, кожистые, длиной 60—160 мм, шириной 10—40 мм, ланцетовидные или эллиптические по форме (иногда обратноланцетовидные). Кончик листа острый или слегка заострённый. Молодые листья часто красноватые, линейно-ланцетовидные.
Соцветие состоит из 5—10 цветущих метёлок. Цветение, как правило, длится с октября по ноябрь. Цветки симметричные, совершенные, диаметром 25—35 мм, с большим количеством нектара. Чашелистик широкий, овальный, длиной 5—6 мм. Лепестки белые, длиной 15—20 мм. Тычинок 5. Семенная коробочка кожистая, яйцевидная, открывается посредине створок. Семена ярко-чёрные, с ярко-оранжевым мясистым образованием на нижней стороне, который образуется из семяносца. Длина семени — 5 мм.

## Использование
Ixerba brexioides, известная среди представителей новозеландских маори под названием тавари, не представляет собой какой-либо экономической ценности. Однако нектар растения используется при производстве мёда.